# Leivur Hansen
Leivur Hansen (født 13. maj 1951 i Tórshavn) er en færøsk journalist og politiker (T). Han er søn af Bertha og Hans Carli Hansen (død i 1968) og næstældst blandt syv søskende,.
Han er uddannet journalist fra Danmarks Journalisthøjskole i Århus i 1984. Han var journalistisk medarbejder og senere ansvarshavende redaktør på det republikanske talerør "14. september" 1970-1980. Journalistisk medarbejder på radioen Útvarp Føroya fra midten af marts til 30. august 1980. I 1984 kom han på radioen Útvarp Føroya som fast ansat journalistisk programmedarbejder, og i 1989 blev han TV-journalist. Hansen har været vært for flere produktioner hos Sjónvarp Føroya, både aktuelt- og underholdningsprogrammer., bl. a. Kennir tú landið?, Rangt&Rætt, Borð um borð, Slóðarar, bygdasendingar o. a.  I 2007 var han vært for Færøernes første talkshow, Leivssjóð, et ordspil på det engelske liveshow. Han var kommunikationsdirektør (2009-2012) for elselskabet SEV, hvor han var bestyrelsesformand 2005–2008. 2012-2013 journalist på Dimmalætting og igen 2016-2017. Har siden arbejdet som freelance-journalist. Var i 1985 og 1986 i redaktionen af årbogen "Ítróttur 1985" og "Ítróttur 1986". Var samme to år i redaktionen på sportsavisen "Alt um ítrótt". Skrev i 2022 bogen om den forsvundne færøske kokkepige i Grædefjorden i Grønland i 1967,"Deana", som samme år blev den mest solgte bog på Færøerne.  
Hansen var medlem af kommunalbestyrelsen i Tórshavn Kommune 1989–2008 og borgmester i 1997–2000. Han var formand for den færøske kommunale låne-og garantifond 1997-2005. Han var endvidere bestyrelsesmedlem ved Føroya Handilsskúli og Tórshavns tekniske skole 1997–2002, næstformand i Kommunusamskipan Føroya 1998–2000, formand for havnestyret i Tórshavn 2005–2008, bestyrelsesformand i det færøske energiselskab Sev 2005-2008 samt bestyrelsesmedlem i kommunernes arbejdsgiverforening 2007–2008. 
Hansen var bestyrelsesmedlem i roklubben Havnar Róðrarfelag fra 1970-1972 bestyrelsesmedlem i den færøske idrætsforbunds (ISFs) roafdeling 1972-1973 og medstifter af fodboldklubben Fram i 1975, hvor han også var formand 1978-1980. Fram skiftede senere navn til FC Hoyvík. Medlem af FC Hoyvik's bestyrelse fra maj 2022 til februar 2023. 
Leivur Hansen er gift med pædagog Anna Maria Hansen. De har tre børn og seks børnebørn.